# 奧蘭治-拿騷的卡羅琳娜
奧蘭治-拿騷的卡羅琳娜（荷蘭語：Carolina van Oranje-Nassau，1743年2月28日—1787年5月6日），拿騷-威爾堡親王妃，奧蘭治親王威廉四世的女兒。

## 家庭
1760年，卡羅琳娜與拿騷-威爾堡親王卡爾·克里斯蒂安結婚，兩人共有3子5女：
1. 威廉（Wilhelm，1761年—1770年），夭折
2. 瑪麗（Marie，1762年—1802年）
3. 路易絲（Luise，1765年—1837年），羅伊斯-格賴茨親王妃
4. 腓特烈·威廉（Friedrich Wilhelm，1768年—1816年），拿騷-威爾堡親王
5. 卡羅琳（Karoline，1770年—1828年）
6. 卡爾（Karl，1775年—1807年）
7. 阿瑪莉埃（1776年—1841年），安哈特-貝恩堡-紹姆堡-霍伊姆親王妃
8. 亨麗埃特（1780年—1857年），符騰堡公爵夫人